# Уорд, Берт
Берт Уорд (англ. Burt Ward; род. 6 июля 1945, Лос-Анджелес, Калифорния) — американский телеактёр и гражданский активист. Играл Робина в телевизионном сериале Бэтмен 1960-х годов.

## Биография

### Детство
Настоящее имя Берта Уорда — Берт Джон Гервис. Его отец, Берт Старший, был владельцем передвижного ледяного шоу «Рапсодия льда». Когда Берту было два года, его упомянули в прессе как самого молодого профессионального конькобежца в мире.
Он с детства увлекался комиксами, такими как Супермен и Супербой.
В школе Берт занимался футболом, лёгкой атлетикой и реслингом, также Берт был членом шахматного клуба и имел чёрный пояс по Тэйквандо.

### Робин
В 19 лет Берт прошёл прослушивание на роль Робина в сериал Бэтмен. В этот момент он решил изменить своё имя, так как считал, что его сложно произносить.
В его роль, в отличие от роли Бэтмена Адама Уэста, входило самостоятельное выполнение различных опасных трюков, так как лицо Берта не закрывалось полностью маской.
В разгаре популярности «Бэтмена» Уорд записал несколько песен для сериала. Первые две, «Boy Wonder, I Love You» (автор Фрэнк Заппа) и «Orange Colored Sky» были выпущены как синглы 14 ноября 1966 г. Два других трека, «Teenage Bill of Rights» и «Autumn Love» так и остались неизданными.
В первые месяцы съёмок Уорду платили 350 долларов в неделю. Телесериал длился всего три сезона, вместе 120 эпизодов; по словам Уорда в интервью, это произошло из-за высокой стоимости производства. Он по-прежнему был высоким в рейтингах, но ABC теряла много денег. Позже NBC предложила продлить его на четвёртый сезон, но предложение было отозвано после того, как стало известно, что декорации уничтожены.  Адам Уэст и Берт Уорд повторили свои телероли Бэтмена и Робина в фильме 20th Century Fox «Бэтмен» который был выпущен 30 июля 1966 года.
В 1969 году, через год после отмены «Бэтмена», умерла мать Уэста, что сблизило Берта и Адама. Они много раз воссоединялись на съездах и телевизионных спецвыпусках о воссоединении. После «Бэтмена», Уорд также трижды появлялся с Уэстом в отдельных мультсериалах как «Специальный гость»: один был в эпизоде «Симпсонов» «Large Marge» 2002 года, позже в 2010 году в эпизоде «Back to the Past» «Губки Боба Квадратные Штаны» и в 2013 году в одном из последних эпизодов «Футурамы» «Leela and the Genestalk». Уорд оставался другом Уэста до самой его смерти 9 июня 2017 года в возрасте 88 лет.
После смерти Адама, Уорд, Джули Ньюмар и Ли Меривезер стали последними оставшимися в живых членами главного актёрского состава «Бэтмена».

### После «Бэтмена»
Хотя после окончания сериала Уорду было тяжело находить новые роли, он всё-таки снялся более чем в 30 телевизионных фильмах.
Также Уорд снялся в нескольких проектах-продолжениях сериала, где, воссоединившись с Адамом Вестом, продолжил играть привычную роль Робина («Новые приключения Бэтмена», «Легенды Супергероев» и «И снова Бэтмен!»).
Уорд написал автобиографию «Чудо-ребенок: Моя жизнь в трико», где описывает время, когда он играл Робина.

### Защита животных
В 1994 году Уорд и его жена, Трейси Познер, основали благотворительную организацию Gentle Giants Rescue and Adoptions, Inc.. Их работу освещали журнал «People», ASPCA Animal Watch, «Hard Copy», «Inside Edition» и «Entertainment Tonight». Уолд также участвовал в эпизоде программы «Adoption Tales» на канале Animal Planet.

## Семья
Первой женой актёра стала Бонни Линдси — дочь Морта Линдси. Они были женаты в 1965—1967 годах. Их дочь, Лиза Энн Уорд, родилась в 1966 году.
Непродолжительное время Берт Уорд был женат на актрисе Кэти Керш, которую встретил на съёмках «Бэтмена», затем на модели Мариане Таорчии.
С 1989 года актёр женат на Трейси Познер. Их дочь Мелоди Лейн родилась 16 февраля 1991 года.

## Избранная фильмография
| Год       |    | Русское название           | Оригинальное название   | Роль                |
| --------- | -- | -------------------------- | ----------------------- | ------------------- |
| 1966—1968 | с  | Бэтмен                     | Batman                  | Робин               |
| 1966      | ф  | Бэтмен                     | Batman                  | Робин               |
| 1991      | ф  | Школа девственниц          | Virgin High             | Дик Мерфи           |
| 1993      | ф  | Небесные куколки           | Beach Babes from Beyond | Мистер Бан          |
| 2002      | мс | Симпсоны                   | The Simpsons            | Робин               |
| 2010      | мс | Губка Боб Квадратные Штаны | SpongeBob SquarePants   | Очкарик в молодости |